# Нарсатуйское сельское поселение
Се́льское поселе́ние «Нарсатуйское» (бур. Нарhатын hомон) — муниципальное образование в Мухоршибирском районе Бурятии Российской Федерации.
Административный центр — улус Нарсата.

## История
Статус и границы сельского поселения установлены Законом Республики Бурятия от 31 декабря 2004 года № 985-III «Об установлении границ, образовании и наделении статусом муниципальных образований в Республике Бурятия»

## Население
| 2002 | 2011 | 2012 | 2013 | 2014 | 2015 | 2016 |
| ---- | ---- | ---- | ---- | ---- | ---- | ---- |
| 477  | ↘419 | ↘406 | ↗412 | ↘395 | ↘382 | ↘371 |
| 2017 | 2018 | 2019 | 2020 | 2021 | 2023 | 2024 |
| ↘366 | ↘363 | ↘352 | ↘345 | ↗369 | ↘360 | ↘357 |

## Состав сельского поселения
| № | Населённый пункт | Тип населённого пункта       | Население |
| - | ---------------- | ---------------------------- | --------- |
| 1 | Верхний Сутай    | село                         | ↘70       |
| 2 | Нарсата          | улус, административный центр | ↘349      |